# گروسارل
گروسارل (به آلمانی: Grossarl) یک شهر در اتریش است که در ناحیه سنت یوهان ایم پونگاو واقع شده‌است. گروسارل ۱۲۹٫۲ کیلومتر مربع مساحت دارد ۹۲۴ متر بالاتر از سطح دریا واقع شده‌است.